# Nowa Biblia króla Jakuba
Nowa Biblia króla Jakuba (ang. New King James Version, w skrócie: NKJV) – współczesne protestanckie tłumaczenie Biblii na język angielski, którego wydawcą jest Thomas Nelson, Inc. Pierwotnie nazwa przekładu brzmiała Zrewidowana Biblia Autoryzowana, choć obecnie znana jest raczej jako NKJV.
Kolejne partie przekładu ukazywały się, aż do publikacji kompletnej Biblii:
- Nowa Biblia króla Jakuba, Nowy Testament, 1979.
- Nowa Biblia króla Jakuba, Nowy Testament i Psalmy, 1980.
- Biblia Święta w Nowym Przekładzie króla Jakuba, zawierająca Stary i Nowy Testament, 1982.

## Historia
Projekt przekładu Nowej Biblii króla Jakuba stworzony został przez Arthura Farstada, a początek jego realizacji wiąże się z dwiema konferencjami zorganizowanymi w 1975 r. (Nashville oraz Chicago), które zgromadziły 68 zainteresowanych tematem osób, w tym czołowych działaczy ruchu baptystycznego w Stanach Zjednoczonych oraz wielu konserwatywnych prezbiterian. Zaproszone na konferencje osoby przygotowały główne wytyczne dla nowego przekładu. Nowy Testament został opublikowany w 1979 r., Psalmy – rok później, zaś cała Biblia ukazała się w 1982 r.
Celem przekładu Nowej Biblii króla Jakuba było uwspółcześnienie słownictwa i gramatyki Biblii króla Jakuba przy zachowaniu klasycznego stylu i piękna siedemnastowiecznej Biblii. Chociaż bazą dla przekładu były te same, jak w przypadku Biblii Autoryzowanej, źródła hebrajskie i greckie (m.in. Textus receptus), przekład ten sygnalizuje ewentualne różnice w stosunku do innych oryginalnych rękopisów.

## Modernizacja Biblii króla Jakuba
Zgodnie z przedmową do Nowej Biblii króla Jakuba (s. v-vi), przekład Starego Testamentu bazował na stuttgartskiej edycji Biblii Hebraica z 1967/1977 przy jednoczesnej konfrontacji z tekstem Biblii rabinicznej wydanej przez Daniela Bomberga, na której oparta jest Biblia Autoryzowana. Ponadto korzystano, podobnie jak w przypadku Biblii Króla Jakuba, z tekstu masoreckiego (ben Asher).
Nowy Testament Nowej Biblii króla Jakuba, został oparty na Textus receptus, podobnie jak w Biblii Autoryzowanej. Choć samo tłumaczenie NKJV było oparte jedynie na źródłach w językach oryginalnych, rozwiązania translatorskie oraz styl jakiego użyto w Nowej Biblii Króla Jakuba, bazowały na Biblii Autoryzowanej. Adiustatorzy określili zasadę przekładu nowej Biblii jako „ekwiwalencja całkowita”.
Zadanie uwspółcześnienia języka Biblii króla Jakuba, przy jednoczesnym zachowaniu stylu i rozwiązań Biblii Autoryzowanej, objęło znaczne zmiany w szyku wyrazów, gramatyce, słownictwie i pisowni. Widać to m.in. na przykładzie zaimków drugiej osoby, takich jak: „thou”, „thee”, „ye”, „thy”, „thine”, które nowy przekład porzuca. Zmodernizowano także formy czasowników (np. „speaks”, zamiast dotychczasowego „speaketh”).